# サーカス
サーカス（英: circus）とは、人の身体的な妙技（空中ブランコ、綱渡り、トランポリン、アクロバット、ジャグリング、バランス芸、ダンス等）や、動物の曲芸、クラウンやピエロによるパフォーマンスなどを見せるショー（見世物）であり、たいていはテントで覆われたアリーナ（舞台を四方から観客席で囲む形式の施設）で行われる。

## 概要
サーカスは、1770年のイギリス「アストリー・ローヤル演芸劇場」で開催されたことに始まり、その円形劇場で催された新機軸が評判となった。その後、これを「サーカス」と呼ぶことが広まった。近代サーカスは、曲馬（馬による曲芸）を主要な演目として発展しつつ、そこに新しいショー形式が取り入れられ、興行として成長してきたものである。

## 演目
近代サーカスで上演される演目は無数にあり、多様化の一途を辿るが、一般的な演目としては以下のものが挙げられる。
動物曲芸
馬を使用した曲馬芸が最も一般的で、その他ライオン、象、クマ、トラなどが使用される。調教された動物による "火の輪くぐり" や三輪車、自転車、縄跳び、シーソーなどを使用した芸が披露される。（ただし近年では後述するように、動物愛護の観点からサーカスでの動物使用を禁止する国や地域が増えている。）
空中曲芸
綱渡り、トランポリン、空中ブランコなどを使用した空中で難しい技や美しさを見せる曲芸。エアリアル (サーカス)
地上曲芸
様々な道具を用いたジャグリングやアクロバット、バランス芸、ダンスなど。その他、ワイングラスを重ね足や額に乗せて平衡感覚を観せるものや、人間同士が重なり合ってその重厚な美しさを観せる（人間ピラミッドなど）曲芸。
道化芸
道化師（クラウン、ピエロなど。日本では、道化師全般がピエロと勘違いして広まった）が手品や軽業などを見せながら時折失敗を混ぜつつ、観客の笑いを誘うなど、主に観客の緊張を解くことを目的として上演する曲芸。
未整理
- コントーション
- ジャグリング
- 綱渡り
- ファイアーイーティング
- ウォール・オブ・デス (曲芸)

- サーカスのテントの外観例
- テント内部のアリーナと、そこで行われる馬の芸
- 空中ブランコ
- 綱渡り
- 身体的曲芸
- 道化師

## 歴史
サーカスの語源については諸説ある：
- 英語のサーカスの語源は、ラテン語で環（円周・回転）だとする説。
- 古代ローマの円形競技場（キルクス）が語源である、とする説。

歴史的に円形広場で催された見世物は、古代エジプトや古代ローマの時代に存在しており、近代サーカスとの継承関係は定かではないものの、エジプトではすでに見せ物として動物の芸や人間の曲芸が展示されることがあり、古代ローマでは見世物の一部が円形競技場で行われるようになった。

近代サーカスはイギリス人退役軍人のフィリップ・アストリー（1742年 – 1814年）によって確立され、ヨーロッパからロシア・アメリカへと広がったとされる。従来より見世物として確立していた動物芸、人間の曲芸に加え、アストリーは道化芸という概念を新たに取り入れた。（なお、アストリー自身は「サーカス」という用語を使っていなかった）
道化芸は19世紀初頭に活躍したパントマイム役者ジョセフ・グリマルディ、ジーン・オリオールらによって、「喜劇中のふられ役・失敗ばかりして観客の笑いを取る」というスタイルが確立され、真っ白に塗った顔にだぶついた服装というお決まりのピエロ姿で、近代サーカスでは欠かせない要素のひとつとなった。
- 二頭の走る馬の上に立つ曲馬（1874年）
- ジョルジュ・スーラが描いたサーカス（1891年）
- 道化師（1891年）
- 1896年のポスター

ロシアではバレエなど様々な芸術を取り入れることで発展し、サーカスは子供向けの芸術ジャンルとして認知されている。ソ連時代にはサーカス団は公団として組織され、アトラクションと呼ばれる大規模な動物演技や大編成のグループアクロバットによって国内外で広く知られていた。
地位向上
1974年にモナコ公国のレーニエ3世がモンテカルロ国際サーカスフェスティバルを創設した。これにより、それまで単なる見世物と見られがちだったサーカスが芸術の一種としても認知されるようになり、サーカス団員の社会的な地位も向上するようになった。
ニューサーカスのムーブメント
1980年代以降、欧米ではニューサーカスと呼ばれる新しい形態のサーカスが盛んになった。ニューサーカスはストーリー性やコンセプトに重きを置き、最新の音響・視覚効果を積極的に取り入れたライブイベント的なエンターテイメントであり、リングマスター（団長）やピエロによる狂言回しを用いず、動物の演技や円形劇場も使用しないことで従来のサーカスとの差別化を図っている。

### 日本での歴史

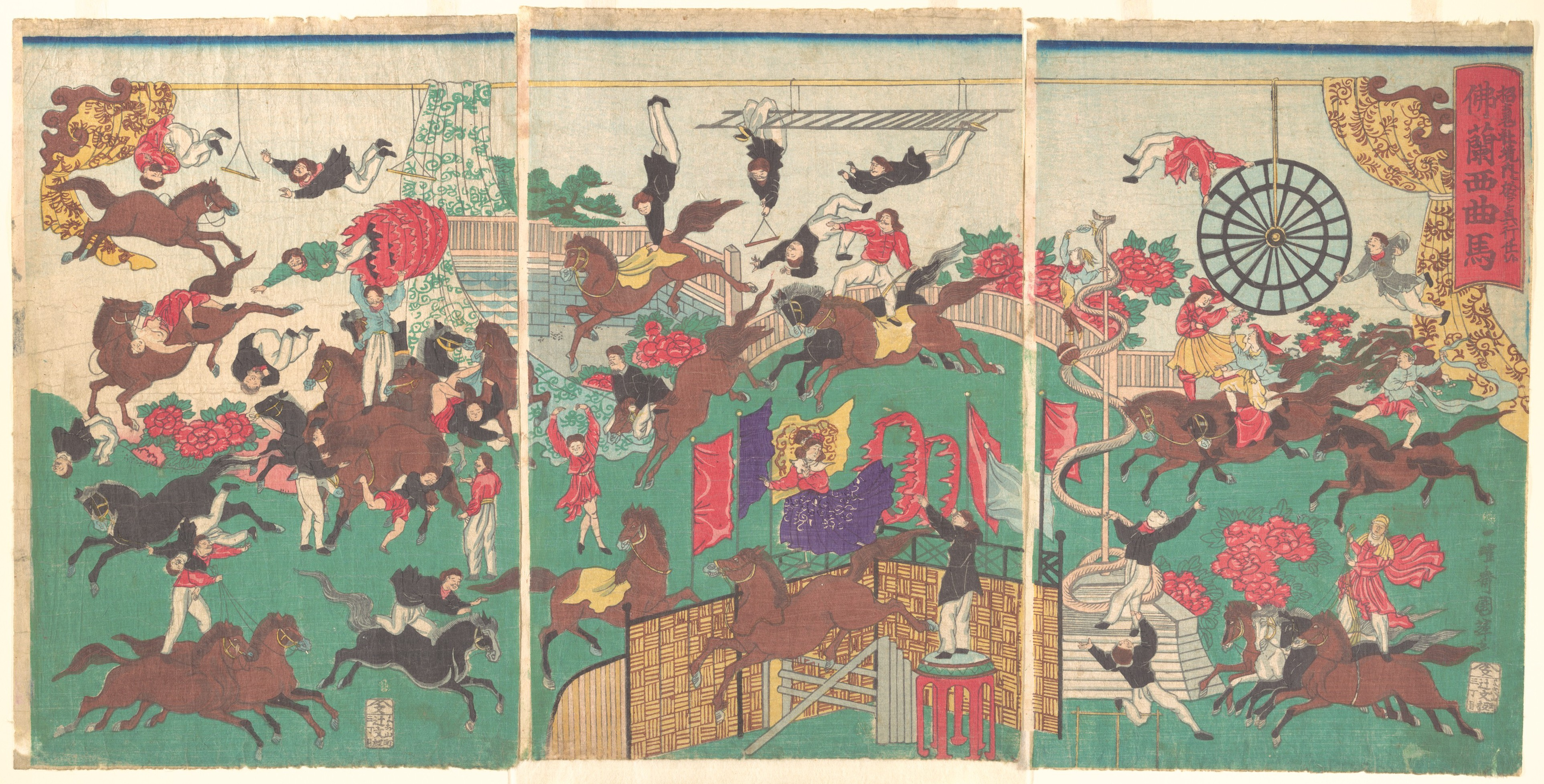
フランスのスリエ曲馬団による浅草での興行。歌川国輝 (2代目)、1871年

日本にはじめてサーカスが訪れたのは1864年で、『アメリカ・リズリー・サーカス』により横浜で興行がなされた。それまで日本でも見世物は存在したが、「芸種別に一座を組んで個々に興行を行う」というスタイルが一般的で、「様々な演目を一度に見せる」というサーカスは大きな反響を呼んだ。次に来日したのは、1872年（明治5年）、フランスのスリエ曲馬団であり、大人気だった。人気に当て込んで、同年、中村座において歌舞伎「音響曲駒鞭」が興行されている。1886年（明治19年）には、イタリアのチャリネ一座（Chiarini's Royal Italian Circus）が来日する（東京での初演は9月1日から10月30日まで秋葉原の火除け地であった。連日大盛況であった）。この公演に強い衝撃を受けた五代目尾上菊五郎は12月、黙阿弥の『鳴響茶利音曲馬』という猛獣使いなどが登場する歌舞伎を千歳座で上演している。
日本人のサーカスとしては、チャリネ一座から名前をとり、1899年（明治32年）に山本政七らによって設立された「日本チャリネ一座」が最初であるとされる。日本チャリネ一座では馬や象、熊なども用いて曲芸や猛獣芸などを披露した。その後、大正末から昭和にかけて有田サーカス・木下大サーカス・シバタサーカスなどが続々と創立し、人気を博した。ただし、各団体が「サーカス」の呼称で名乗るようになるのは、1933年のハーゲンベック・サーカスの来日以後のことである。
1921年（大正10年）には、矢野サーカスが日本で始めてライオンを使ったショーを行い、猛獣ショーとして広まった。
1933年（昭和8年）、内務省は児童の健康と道徳的に危険な仕事を禁じる児童虐待防止法案を国会に提出。委員会では、法案が成立すると曲馬団などの経営が不可能になるとして反対意見も出たが可決。その後、内務省令にて児童が軽業、曲馬その他危険なる業務にして娯楽の様に供するものに携わることが禁じられた。
1943年（昭和18年）、第二次世界大戦の戦局悪化に伴い恩賜上野動物園で戦時猛獣処分が始められた。この時点で日本国内の18のサーカス団にはライオン51頭、ゾウ11頭、クマ8頭、ヒョウ6頭、トラ2頭などが飼育されていたほか、サーカス団に所属しない猛獣使い14団体も複数の動物を飼育していた。同年9月、内務省、警視庁は大日本興業協会仮設興行部に対し猛獣の飼養は都市外に限定すること、警戒警報発令後は興行を中止することを求めるとともに、動物の射殺準備やあらかじめ「懇篤な処置」を施すことも求めた。
これらの動物については、1943年10月、警視庁から処分命令が出され、ライオン52頭などが処分対象となったが、他の動物の行方は不明である。
1948年（昭和23年）に児童虐待防止法に代わる形で児童福祉法が制定され、「公衆の娯楽を目的として曲馬または軽業を行う業務」に満15才未満の児童を使用する事が禁止された。現在の日本のサーカスに子供達が出演しないのはこの法によるものである。ただし、労働基準監督署はサーカスを家業継承する団体で、子供に義務教育を受けさせ、かつ出演料も発生しない場合には児童のサーカス出演を認めるとしている。
高度経済成長期以降に「ボリショイ・サーカス」のCMが日本テレビ系で頻繁に打たれ（初期には東京都体育館、そのあと後楽園から東京ドームで開催）たが、これは日本の興行会社（呼び屋）がソ連のさまざまなサーカス団を呼び「ボリショイ・サーカス」という共通呼称で毎年興行を打ったものである（後にその興行会社が「ボリショイ・サーカス」という法人名を取得する ボリショイ・サーカス ）。ただし、その後平成になって、ロシアで既存のサーカスが「ボリショイ・モスクワ国立サーカス」と「ボリショイ・サンクトペテルブルク国立サーカス」と改名された。
1992年（平成4年）、テレビ局のタイアップでシルク・ドゥ・ソレイユが来日。再びサーカスブームが訪れる。その効果からテレビアニメのカレイドスターやテレビCMの鉄骨飲料などサーカスを取り上げたものが多く放送された。
2001年、NPO法人国際サーカス村協会が運営する4年制の『沢入国際サーカス学校』が日本唯一のサーカス学校として創立される（学校と付くが文部科学省認定の学校法人ではないため、正式な学歴や資格を取得することはできない)。
1930年代から1960年代までは20～30団体があったがその後激減し、1995年には国際サーカス、1996年には矢野サーカスが活動を休止。木下大サーカス、キグレサーカス、カキヌマ大サーカスの3団体を残すのみとなったが、同年12月にポップサーカスが旗揚げした。その後、カキヌマ大サーカスは拠点を海外に移した後、破産・解散した。
キグレNewサーカス・木下大サーカス・ポップサーカスが「日本三大サーカス」と呼ばれていたが、キグレNewサーカスは新型インフルエンザの流行で観客の入りが悪化した影響で赤字・資金繰り難となり、2010年には事業を停止した。
2020年、さくらサーカスが設立された。

## 主なサーカス団の一覧
- 日本
  - 木下大サーカス（きのした　だいサーカス） - 本部は岡山県岡山市。（明治時代に興行師の木下藤十郎が開設した「旭座」を起源とする日本の老舗の、大きなサーカス団。動員観客数も日本で最大級）
  - ポップサーカス - 本部は大阪府大阪市。1996年設立。
  - ハッピードリームサーカス - 大阪府大阪市
  - さくらサーカス - （公式サイト）。2020年設立。コロンビア出身のアラン・マルチネスと日本人妻ひさえ　およびその子どもたち（4男3女）を中心にして海外のパフォーマーらも加わったサーカス団。モンテカルロ・サーカス・フェスティバルで金賞を受賞したマルチネス・ブラザーズ（兄のアラン・ダビッド、弟の嵐）の《イカリオス》という超絶身体技が見られる。
  - 沢入国際サーカス学校　- 群馬県にあるNPO法人が運営する日本で唯一のサーカスアーティスト専門スクール。(※サーカス団ではないが、公演も行っている)

- アメリカ合衆国
  - コール・ブラザーズ・サーカス
  - サーカス・サーカス（ラスベガスのホテル。無料アトラクションとして館内で公演をしている）
  - シルク・ドゥラ・シンフォニー

- カナダ
  - シルク・ドゥ・ソレイユ - カナダ・モントリオール

- ロシア
  - ロシア連邦サーカス公団
    - ボリショイ・モスクワ国立サーカス
    - ボリショイ・サンクトペテルブルク国立サーカス

  - ボリショイサーカス（ロシアのサーカス団が日本公演で用いる名称）

- 中国
  - 中国雑技団
  - 上海雑伎団
  - 広東雑技団

- 北朝鮮
  - 平壌巧芸団
  - 牡丹峰巧芸団（通称朝鮮人民軍サーカス）

## 動物使用の問題
サーカスでは動物の取り扱いが不適切で、例えば野生のアフリカゾウは60歳まで生きるが、サーカスでは30歳に達しないと指摘される。研究では、サーカスから保護された動物の89％以上が、精神的または肉体的なトラウマに苦しんでいたことが判明した。また10匹のうち8匹近くは、複数の獣医学的または行動学的な問題で苦しんでいることが分かった。
アメリカでは10州がサーカスでの野生動物使用を禁止、フランスでは2021年11月にサーカスにおける野生動物の使用の全国的禁止が決まるなど、動物福祉の観点から、サーカスでの動物使用を禁止・規制する国や地域が広まっている。2021年8月時点で、サーカスでの動物の利用を何らかの形で禁止する法律がある国や地域は56にのぼる。2021年10月、EUでは、サーカスの野生動物使用禁止を求める署名が100万人を超えた。2023年、日本にも来日するボリショイサーカスの本国ロシアでは、議会下院において、動物の福祉と命を守るために、サーカスにおける動物使用を禁止する法案が提出された。
また、動物が市街地に脱走したり、調教師が襲撃を受けるといった事件も発生する。

## 都市伝説
サーカス団は旅をしながら芸をする、いわば余所者であるため「芸人はもともとさらわれたり買われたりした子供だ」といういわれのない偏見に晒されることがあった。
特に大正から昭和にかけては、夕方遅くまで遊んだり行儀の悪い子供に対して「サーカスに売られる」「身体を柔らかくするために酢を飲まされる」（実際は酢にそのような効果はない。酢#迷信を参照）などと叱る光景がよく見られた
。
これは、ロマのような移動型少数民族（ジプシー）が滞在先の住人や国家から白眼視されたのと背景は同じと考えられている。
昭和初期のサーカスに関する作品には三島由紀夫の『サーカス』、加藤まさをの『消えゆく虹』など、サーカスの少年少女の悲恋と死を描いた小説や、サーカス芸人の哀切を詠んだ詩や唄などが多い。

## 主題とする作品
※発表順

### 文学
- トビー＝タイラー：サーカスとともに十週間（英語版）（1881年） - ジェームズ・オティス・ケイラー（英語版）の小説。煌びやかな外側と、過酷な訓練を行う内側を描いた作品。映画サーカス・デイズ（英語版）（1923・アメリカ）、サーカス小僧（英語版）（1960・アメリカ）の元となる。

### 絵画
- サルタンバンクの家族（英語版） - パブロ・ピカソの油彩画。巡業するサーカス芸人のサルタンバンク一家が描かれている[24]。
- ハーゲンベックのサーカス（1936年） - 長谷川利行の油彩画。1933年に来日したハーゲンベック・サーカス団を描いている。福岡市美術館蔵[25]

### テレビ作品
- 素晴らしきサーカス野郎（1984年）- 千葉真一主演による日本のテレビ映画で、ホリデインサーカスが協力している。

## その他
比喩
F1グランプリのシリーズ戦で世界中を転戦する様子をサーカスの巡業に喩えて、「F1サーカス」と呼ぶことがある。